# جون هنري هاينز
جون هنري هاينز (بالإنجليزية: John Henry Haynes)‏ هو مصور أمريكي، ولد في 27 يناير 1849 في Rowe, Massachusetts ‏ في الولايات المتحدة، وتوفي في 29 يونيو 1910 في نورث آدمز في الولايات المتحدة.